# Lexington (Kentucky)
Lexington – drugie co do wielkości miasto w stanie Kentucky, siedziba administracyjna hrabstwa Fayette. Według danych z 2021 roku liczy 321,8 tys. mieszkańców i 517,8 tys. mieszkańców w obszarze metropolitalnym. Znajdują się tutaj siedziby Uniwersytetu Kentucky i Transylvania University.
Ośrodek zarodowej hodowli koni wyścigowych, jak również końskich wyścigów i pokazów, dzięki czemu miasto zyskało sobie przydomek „Końskiej Stolicy Świata”. Przemysł spożywczy, papierniczy, elektroniczny oraz maszynowy. Nazwane w 1775 roku na cześć bitwy pod Lexington w stanie Massachusetts. Dawniej ważny ośrodek uprawy i handlu tytoniem.
Zostało uznane przez US News za 34. najbardziej pożądane miejsce do życia w Stanach Zjednoczonych, w latach 2022–2023.
13 grudnia 1818 roku przyszła tutaj na świat żona prezydenta Stanów Zjednoczonych Abrahama Lincolna – Mary Todd Lincoln.
6 maja 1961 roku urodził się tutaj George Clooney, amerykański aktor, reżyser i scenarzysta filmowy. 3 października 1971 roku urodził się tu Kevin Richardson, a 20 lutego 1975 roku Brian Littrell – obaj znani z zespołu Backstreet Boys.

## Demografia
Według danych z 2021 roku, 10,1% mieszkańców urodziło się za granicami Stanów Zjednoczonych, a skład rasowy wyglądał następująco:
- biali nielatynoscy – 70%
- czarni lub Afroamerykanie – 14,6%
- Latynosi – 7,4%
- rasy mieszanej – 5,4%
- Azjaci – 4%
- rdzenni Amerykanie – 0,2%.

## Sport
- Męska drużyna koszykówki Kentucky Wildcats reprezentująca Uniwersytet Kentucky jest ośmiokrotnym zwycięzcą krajowych mistrzostw NCAA[9].
- W mieście rozgrywany jest kobiecy turniej tenisowy, pod nazwą Kentucky Bank Tennis Championships, zaliczany do rangi ITF, z pulą nagród 60 000 $[10].
- Od 25 września do 10 października 2010 roku w Lexington odbyły się Światowe Igrzyska Jeździeckie. Co roku odbywają się zawody WKKW[4].

## Religia

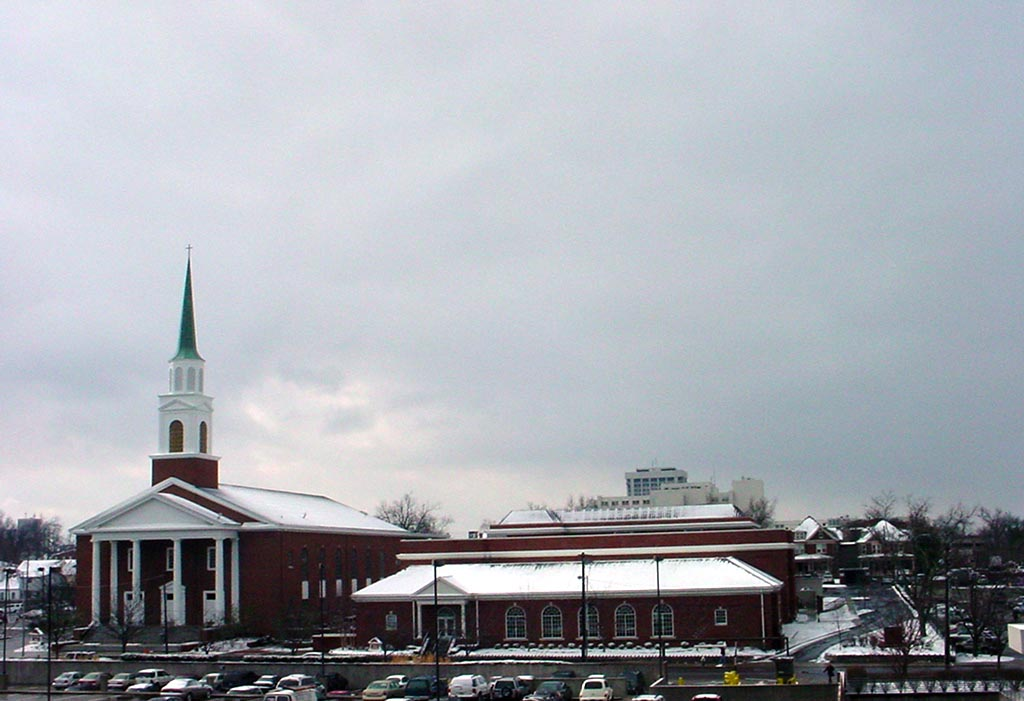
Kościół baptystyczny

W 2010 roku do największych grup religijnych w aglomeracji Lexington należały:
- Kościoły baptystyczne – ok. 80 tys. członków w 139 zborach,
- Kościoły Chrystusowe – 41 261 członków w 101 zborach,
- Kościół katolicki – 32 079 członków w 13 kościołach,
- Kościoły metodystyczne – ponad 28 tys. członków w 64 kościołach,
- inne kościoły ewangelikalne (głównie zielonoświątkowe, bezdenominacyjne i uświęceniowe) – ok. 40 tys. członków.

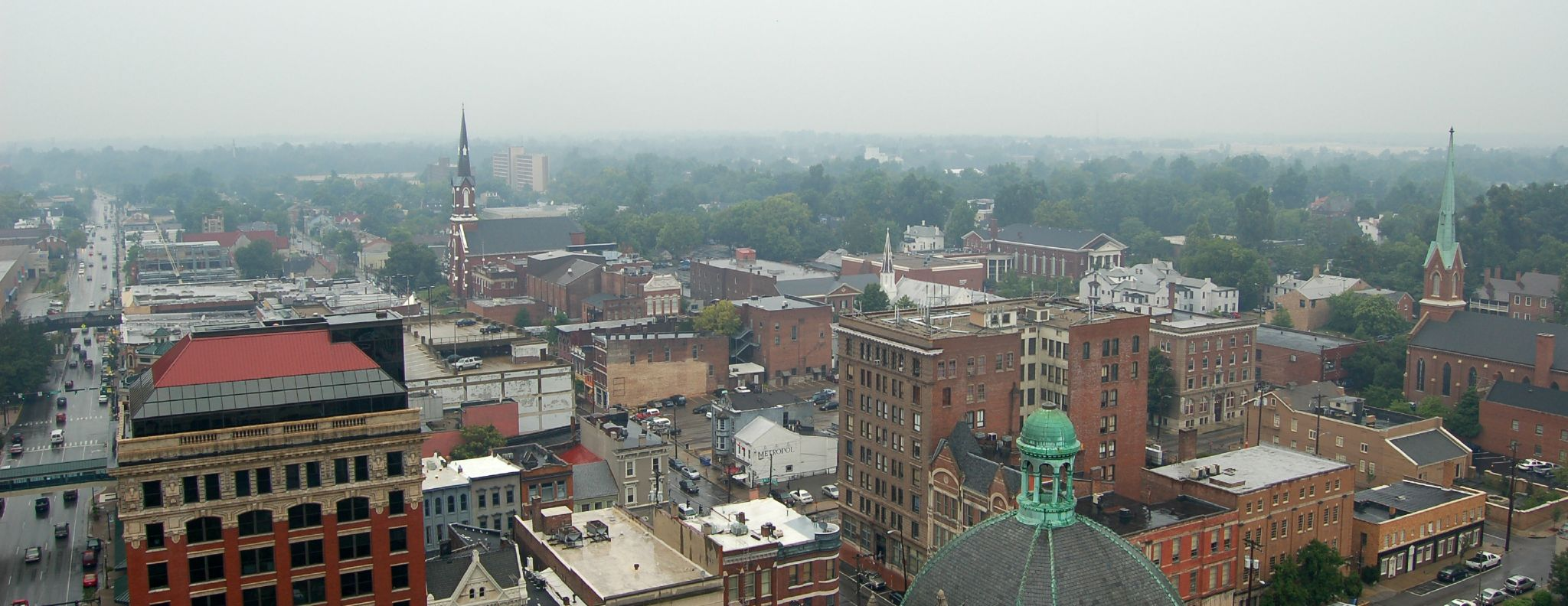
Lexington

## Miasta partnerskie
- Francja: Deauville
- Irlandia: Hrabstwo Kildare
- Wielka Brytania: Newmarket
- Japonia: Shinhidaka